# Fox–North-Koalitionsregierung

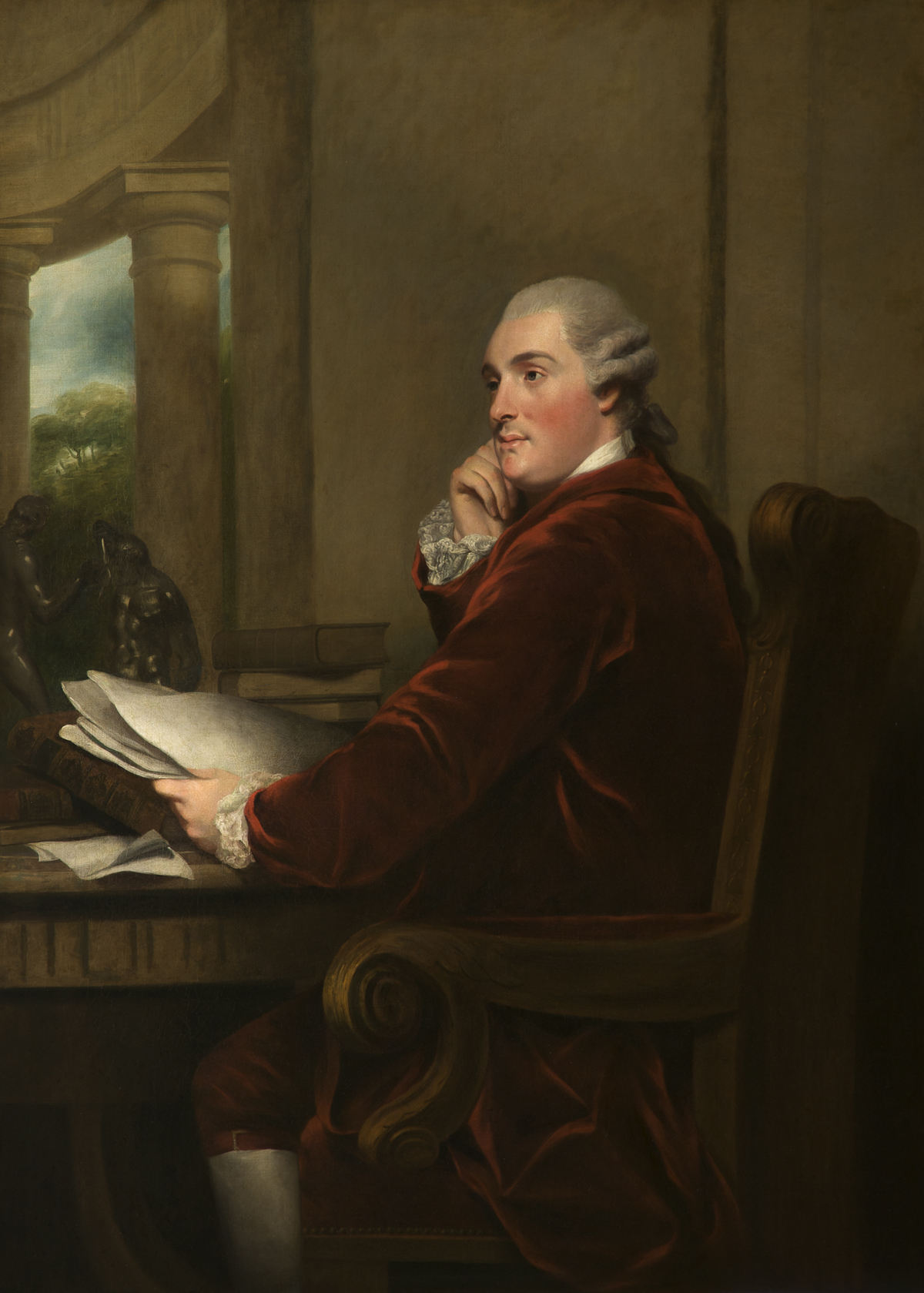
William Cavendish-Bentinck, 3. Duke of Portland

Die Fox–North-Koalitionsregierung oder Regierung Portland war von April bis Dezember 1783 die Regierung des Königreichs Großbritannien. Sie wurde am 2. April 1783 von William Cavendish-Bentinck, 3. Duke of Portland gebildet und löste die Regierung Shelburne ab. Sie blieb zum 19. Dezember 1783 im Amt, woraufhin die Erste Regierung Pitt der Jüngere gebildet wurde.
Bei den  zum House of Commons zwischen dem 6. September und dem 18. Oktober 1780 kamen die konservativen Tories des Premierministers Frederick North, Lord North auf 260 Mandate und die liberalen Whigs unter Henry Seymour Conway knapp dahinter auf 254 der 558 Sitze, während andere Kandidaten mit 44 Abgeordneten im Unterhaus vertreten waren.

## Kabinettsmitglieder
Dem Kabinett gehörten folgende Mitglieder an:
| Amt                         | Amtsinhaber                                     | Beginn der Amtszeit | Ende der Amtszeit |
| --------------------------- | ----------------------------------------------- | ------------------- | ----------------- |
| Erster Lord des Schatzamtes | William Cavendish-Bentinck, 3. Duke of Portland | 2. April 1783       | 19. Dezember 1783 |
| Innenminister               | Frederick North, Lord North                     | 2. April 1783       | 19. Dezember 1783 |
| Außenminister               | Charles James Fox                               | 2. April 1783       | 19. Dezember 1783 |
| Lordpräsident des Rates     | David Murray, 7. Viscount Stormont              | 2. April 1783       | 19. Dezember 1783 |
| Lordsiegelbewahrer          | Frederick Howard, 5. Earl of Carlisle           | 2. April 1783       | 19. Dezember 1783 |
| Erster Lord der Admiralität | Augustus Keppel, 1. Viscount Keppel             | 2. April 1783       | 19. Dezember 1783 |
| Schatzkanzler               | Lord John Cavendish                             | 5. April 1783       | 17. Dezember 1783 |
| Generalfeldzeugmeister      | George Townshend, 4. Viscount Townshend         | 2. April 1783       | 19. Dezember 1783 |
| Lord Lieutenant of Ireland  | Robert Henley, 2. Earl of Northington           | 5. April 1783       | 17. Dezember 1783 |